# Jystämöjärvi
Jystämöjärvi är en sjö i Finland. Den ligger i kommunen Salla i landskapet Lappland, i den norra delen av landet, 700 km norr om huvudstaden Helsingfors. Jystämöjärvi ligger 248,2 meter över havet. Den är 4,2 meter djup. Arean är 76,5 hektar och strandlinjen är 5,77 kilometer lång. Sjön  ingår i Koundaälvens huvudavrinningsområde. 